# هتون الفاسي
هتون أجواد الفاسي (مواليد 1964) هي أكاديمية سعودية مُختصة في تاريخ المرأة وكاتبة في جريدة الرياض، حاصلة على البكالوريوس في التاريخ من جامعة الملك سعود بدرجة امتياز مع مرتبة الشرف عام 1986، ونالت الماجستير من نفس الجامعة عام 1992، وحازت على شهادة الدكتوراه في التاريخ القديم، قسم دراسات الشرق الأوسط من جامعة مانشستر في بريطانيا.
منذ عام 1989 عملت هتون الفاسي في جامعة الملك سعود كأستاذ مُشارك في مجال تاريخ المرأة، كما عملت في قسم الشؤون الدولية بجامعة قطر. تُعدّ هتون من أبرز الناشطات الحقوقيات السعوديات حيث لعبت دورًا مهمًا في تحفيز المشاركة النسائية السياسية ودعت إلى السماح لهنّ بالانتخاب في الانتخابات البلدية لعام 2005، وانتخابات 2011 و2015؛ كما تُعتبر إحدى أبرز الداعمات للسماح بقيادة المرأة للسيارة.
في أواخر يونيو 2018 تم اعتقالها ضمن حملة اعتقالات طالت ناشطات حقوق المرأة في السعودية، وتم إطلاق سراحها في مايو 2019. في نوفمبر 2018، وبينما كانت لا تزال في السجن، حصلت على جائزة الحرية لعام 2018 من لدن جمعية دراسات الشرق الأوسط في أمريكا الشمالية.

## التعليم ومسارها الأكاديمي
نشأت الفاسي في عائلة شجعتها على التفكير بشكل مستقل عن الأفكار المدرسية والإعلامية حول حقوق المرأة. في عام 1986 حصلت على شهادة البكالوريوس في التاريخ من جامعة الملك سعود (KSU) ودكتوراه في تاريخ المرأة القديم من جامعة مانشستر في عام 2000.
تعمل الفاسي في جامعة الملك سعود كمُحاضرة وعضوة في هيئة التدريس بجامعة الملك سعود منذ عام 1992، حيث أجرت أبحاثاً تاريخية في مجال تاريخ المرأة. لم يُسمح لها بالتدريس في جامعة الملك سعود منذ عام 2001. في عام 2008م أصبحت في منصب أستاذ مساعد في تاريخ المرأة في جامعة الملك سعود. ومنذ عام 2013 تمت ترقيتها إلى درجة أستاذ مشارك.

## أنشطة حقوق المرأة

### الانتخابات البلدية 2005
كانت هتون الفاسي نشطة في تنظيم المُرشحات المُحتملات للانتخابات البلدية لعام 2005. لم يسمح مُنظمو الانتخابات للنساء بالمشاركة، مستشهدين بأسباب عملية. شعرت الفاسي بأن تعليل السلطات عدم مشاركة المرأة بالسبب العملي بدل السبب الديني نجاحا في حد ذاته، لأن الاعتراض على الأسباب العملية أسهل من الاعتراض على الأسباب الدينية.

### حقوق المرأة في المساجد
في عام 2006 اعترضت الفاسي على اقتراح لتغيير قوانين ولوج المرأة إلى المسجد الحرام في مكة المكرمة لكونه تم دون مشاركة النساء.

### الانتخابات البلدية 2011
منذ أوائل عام 2011 شاركت الفاسي في حملة «البلدي» لحقوق المرأة، والتي دعت إلى السماح للنساء بالمشاركة في الانتخابات البلدية في سبتمبر 2011. وذكرت أن مشاركة المرأة في انتخابات 2011 «ستُظهر أن المملكة العربية السعودية جادة بشأن عملية الإصلاح». ووصفت قرار السلطات بعدم قبول مشاركة المرأة في الانتخابات بأنه «خطأ شنيع ارتكبته المملكة».
ذكرت الفاسي أن النساء قررن إنشاء مجالس بلدية خاصة بالنساء بالتوازي مع انتخابات الرجال، وأن النساء اللواتي يُنشئن مجالس بلدية خاصة بهن أو يشاركن في «انتخابات حقيقية» فعلان قانونيان بموجب القانون السعودي. وافق رئيس اللجنة الانتخابية الدهمش على ذلك.

### الانتخابات البلدية 2015
صرحت الفاسي أن حملة البلدي كان تنوي تنظيم دورات تدريبية لتوعية الناخبين في الانتخابات البلدية التي جرت في 12 ديسمبر 2015 ولكن وزارة الشؤون البلدية والقروية قامت بحظر ذلك.

## الاعتقال
اعتُقلت الدكتورة هتون الفاسي في 27 يونيو عام 2018 ضمن حملة اعتقالات شنّها النظام السعودي على النشطاء والناشطات في مجال حقوق الإنسان داخل المملكة، وكانت منال الشريف وهي ناشطة سعودية أيضًا أول من أعلنت عن خبر اعتقال هتون ثم أكّدت منظمة القسط لحقوق الإنسان التي تتخدُ من لندن مقرًا لها الخبر فيما بعد. جديرٌ بالذكر هنا أن هذا الاعتقال قد تم بعد ثلاثة أيام فقط من رفع المملكة للحظر المفروض على قيادة النساء للسيارات ولم تُقدم النيابة العامة ولا وسائل الإعلام الحكومية أية توضيحات حول سبب الاعتقال أو مكان الاحتجاز.
خلّف اعتقال هتون ردود فعل قوية من عدد من النشطاء في المجتمع السعودي وخارجه؛ حيث علّقت الإعلامية السعودية إيمان الحمود حول الموضوع قائلة: «لجين الهذلول، هتون الفاسي، نسيمة السادة، عزيزة اليوسف وغيرهن ... كنّ ضيفات على الإعلام السعودي قبل الأجنبي ولم يكن لديهن أي خطاب معادي للدولة بل كنّ الأكثر إيمانًا بمشاريع الإصلاح التي يحملها العهد الجديد ... البلد يحتاج أبناءه وبناته الصادقين للنهوض به.» فيما طالب آخرون وأخريات بضرورة الإفراج عنها باعتبار أنها ناشطة حقوقية ليس إلّا.

## وسائل الإعلام
الفاسي كاتبة عمود باللغة العربية في جريدة الرياض السعودية. كتبت هتون العديد من الكتب والبحوث باللغتين العربية والإنجليزية بما في ذلك كتابتها لفصلٍ في كتاب «المرأة الخليجيّة» (بالإنجليزية: Gulf Women)‏ تحت عنوان «المرأة في شرق الجزيرة العربية: الأسطورة والشخصنة»، وفصلٍ آخر حول «النسوية السعودية» في إصدار مؤتمر «النسوية العربية: رؤية نقدية» عن مؤسسة باحثات، وثالث عن «ملكات العرب» في مجلة جمعية التاريخ والآثار الخليجية. لها عدد من المشاركات والآراء المنشورة في الصحافة المحلية والعربية والدولية، سواء كانت صحافة ورقية، إلكترونية، مرئية أو مسموعة فضلًا عن البرامج الوثائقية.

## الجوائز
في نوفمبر 2018 وبينما كانت لا تزال في السجن، حصلت على جائزة الحرية لعام 2018 من لدن جمعية دراسات الشرق الأوسط في أمريكا الشمالية. تم توشيحها كذلك وسام الاستحقاق الوطني الفرنسي وعُينت «فارسة» لثاني مرة، بموجب مرسوم جمهوري من الرئيس الفرنسي صدر في التاسع من مايو 2012.

## وصلات خارجية
- صفحة د.هتون أجواد الفاسي على موقع جامعة الملك سعود